# Масионис, Джон (социолог)
Джо́н Масио́нис (англ. John J. Macionis; род. 19 октября 1947, Филадельфия, США) — американский социолог, специалист по социальной стратификации, социальным переменам, социальным проблемам, политике, социальным конфликтам и социологии города. Профессор и заведующий кафедрой социологии Кеньонского колледжа. Заслуженный деятель науки в области социологии.

## Биография
Родился и вырос в Филадельфии.
В 1970 году получил степень бакалавра гуманитарных наук в Корнеллском университете.
В 1971 году получил степень магистра гуманитарных наук в Пенсильванском университете.
В 1975 году получил степень доктора философии по социологии в Пенсильванском университете.
В 1981 году он провёл морской семестр Питтсбургского университета для посетителей корабля в десятках азиатских и африканских стран во время его кругосветного путешествия. В 1994 году он провёл повторный курс лекций.
Занимался исследованием шаманизма у перуанского племени кьеро.

## Награды
В 1998 году Северная центральная социологическая ассоциация принимая во внимание его многочисленные монографии и внедрение новейших методик в преподавании социологии наградила Масиониса премией «За выдающий вклад в преподавание» (англ. Award for Distinguished Contribution to Teaching).
В 2002 году Американская социологическая ассоциация номинировала Масиониса на ежегодную премию «За выдающий вклад в преподавание» (англ. Award for Distinguished Contribution to Teaching). Эта награда означает признание значительного вклада в преподавании социологии на национальном и международном уровне.

## Научные труды

### Монографии
на английском языке
- Nijole V. Benokraitis, Bruce Ravelli, John Macionis Seeing Ourselves: Classic, Contemporary, and Cross Cultural Readings in Sociology, Second Canadian Edition. Prentice Hall Canada, 2007.
- John Macionis,  Ken Plummer Sociology: A Global Introduction. 4th edition. — Pearson Education Limited[англ.], 2009.
- John Macionis, Vincent N. Parrillo Cities and Urban Life. 5th edition. — Pearson Prentice Hall, 2010.
- John Macionis Social Problems. 4th edition. — Pearson Prentice Hall, 2010.
- John Macionis, Nijole V. Benokraitis Seeing Ourselves: Classic, Contemporary, and Cross Cultural Readings in Sociology. — 8th edition, Pearson Prentice Hall, 2010.
- John Macionis, S. Mikael Jansson, Cecelia M. Benoit Society: The Basics, Fifth Canadian Edition. — Prentice Hall Canada, 2011.
- John Macionis, Linda Gerber Sociology. — Seventh Canadian edition. — Prentice Hall Canada, 2011.
- John Macionis Sociology. 13th edition. — Pearson Prentice Hall, 2010.
- John Macionis Society: The Basics. — 11th edition, Pearson Prentice Hall, 2011.
- John Macionis Sociology. — 14th edition, Pearson Prentice Hall, 2012. ISBN 978-0-205-11671-3

на русском языке
- Масионис Дж. Социология = Sociology. — 9-е изд. — СПб.: Питер, 2004. — 752 с. — 4000 экз. — ISBN 5-94723-649-4.